# Ratpenat cuallarg de Peterson
El ratpenat cuallarg de Peterson (Mops petersoni) és una espècie de ratpenat de la família dels molòssids que es troba al Camerun i Ghana.